# Tidsskrift for Sprogforskning
Tidsskrift for Sprogforskning (TfS) er et videnskabeligt tidsskrift udgivet fra Danmark.
Chefredaktøren er Ulf Dalvad Berthelsen.
De fleste artikler var på dansk eller engelsk, tysk sås dog også.
Artiklerne er tilgængelige fra tidsskriftets hjemmeside på https://tidsskrift.dk/tfs.
De første artikler blev udgivet i 2003 og tidsskriftet udkom op til et par gange om året.
Siden 2009 har der ikke været udgivet artikler i tidsskriftet.
I stedet er emnet for tidsskrift videreført med tidsskriftet Scandinavian Studies in Language også kaldet Skandinaviske Sprogstudier,
hvor Ulf Dalvad Berthelsen også er redaktør.
De første artikler i dette tidsskrift udkom i 2010.
Blandt skribenter der har udgivet i TfS er Mikkel Wallentin.